# Wladimir Alexejewitsch Schtschuko

Büste von Schtschuko an seinem Grab auf dem Nowodewitschi-Friedhof

Wladimir Alexejewitsch Schtschuko (russisch Влади́мир Алексе́евич Щуко; * 5. Julijul. / 17. Juli 1878greg. in Tambow; † 19. Januar 1939 in Moskau) war ein russisch-sowjetischer Künstler der ersten vier Jahrzehnte des 20. Jahrhunderts, der hauptsächlich als Architekt bekannt wurde.
Schtschuko begann als Vertreter des russischen Neoklassizismus, wandte sich nach dem russischen Bürgerkrieg den Ideen des Modernismus zu, und wurde später wie Wladimir Helfreich ein Exponent des Sozialistischen Klassizismus stalinistischer Prägung.
Wichtige Werke sind die Lenin-Statue vor dem Petersburger Finnischen Bahnhof (1926 mit Sergei Jewsejew), die erste Ausbaustufe der Moskauer Leninbibliothek (Gewinn der Ausschreibung 1928, gebaut nach abgewandelten Plänen 1930ff, mit Helfreich), die Große Steinerne Brücke (1935–1938 mit Helfreich und Michail Minkus) und die Station der Moskauer Metro Elektrosawodskaja (Entwurf 1938 mit Helfreich und Igor Roschin, 1944/45 posthum fertiggestellt  ).
Zudem wirkte er zusammen mit Helfreich am Entwurf des Palasts der Sowjets mit, beide waren 1933 als Assistenten von Boris Iofan eingesetzt worden.